# Фубине
Фубине (итал. Fubine) је насеље у Италији у округу Алесандрија, региону Пијемонт.
Према процени из 2011. у насељу је живело 1231 становника. Насеље се налази на надморској висини од 161 м.

## Становништво
| 1936. | 1951. | 1961. | 1971. | 1981. | 1991. | 2001. | 2011. |
| ----- | ----- | ----- | ----- | ----- | ----- | ----- | ----- |
| 2.693 | 2.208 | 1.887 | 1.721 | 1.674 | 1.701 | 1.683 | 1.657 |